# Reithrodontomys tenuirostris
El ratón cosechero nariz angosta ( Reithrodontomys tenuirostris) es una especie de roedor de la familia Cricetidae.

## Distribución geográfica
Se encuentra en Guatemala y México.